# Молдпрес
„Молдпрес“ (на румънски: Moldpres) е държавна информационна агенция в Молдова със седалище в Кишинев, финансирана със собствени средства. Основана с това име през 1990 г.

## История
Основана е на 20 юни 1990 г. с решение на Върховния съвет на Молдовската ССР № 122-XII, след ликвидацията на Молдовската телеграфна информационна агенция (АТЕМ). Тя е наследник на молдовската телеграфна агенция „Молдтаг“, създадена през 1940 г. с решение на Съвета на народните комисари на Съветската социалистическа република Молдова.
След ликвидацията на ATEM, през същата година властите основават Националната агенция за печата „Молдова прес“, подчинена на парламента. Националната агенция за печата „Молдова прес“ установява първите отношения на сътрудничество си с Националната агенция по печата „Ромпрес“ (Румъния), прекръстена по-късно на „Аджерпрес“.
През 1994 г. агенцията преминава под ръководството на правителството и става издател на „Официален монитор на Република Молдова“. По-късно се извършват някои структурни промени, които целят рационализиране на управленската дейност и преименуването ѝ в „Молдпрес“ – модерна медийна структура с три основни направления на дейност: разпространение на информация от широк обществен интерес, редакция на „Официален монитор“ и фотохроника.
През 1996 г. агенция „Молдпрес“ става държавно предприятие, осъществяващо дейността си на режим на самофинансиране, а след това през 2018 г. е реорганизирана чрез преобразуване в публична институция.